# Anacithara propinqua
Anacithara propinqua é uma espécie de gastrópode do gênero Anacithara, pertencente a família Horaiclavidae.